# فنانترن
فنانترن یک ترکیب هیدروکربنی آروماتیک چند حلقه ای متشکل از سه حلقهٔ بنزن است. نام 'فنانترن' مرکب از فنیل و آنتراسن است. در شکل خالص، این ترکیب در دود سیگار یافت می‌گردد و از اثرات شناخته شده آن می‌توان به اثرات محرک آن و ایجاد حساسیت پوست به نور را اشاره کرد. فنانترن یک پودر سفید است که دارای فلورسانس آبی رنگ است.
مولکول فنانترنی دارای اتمهای نیتروژن در موقعیتهای ۴ و ۵ به عنوان فنانترولین شناخته می‌شود.

## شیمی
فنانترن تقریباً در آب نامحلول است ولی در اغلب حلالهای آلی دارای قطبیت کم حلال‌های مانند تولوئن، کربن تتراکلرید، اتر، کلروفرم، اسید استیک و بنزن حل می‌گردد.
روش کلاسیک سنتز فنانترن، سنتز باردان-سنگپوتا (Bardhan–Sengupta phenanthrene synthesis) است.

### شکلهای متعارف
فنانترن با ثبات تر از ایزومر خطی خود یعنی آنتراسن است. یک توضیح کلاسیک و البته کاملاً شناخته شده برای این موضوع قانون کارلاست. یک فرضیه جدید که پیوند هیدروژن-هیدروژن نامیده می‌گردد، علت این موضوع را در پیوند میان هیدروژن‌های موقعیت‌های ۴ و ۵ می‌داند.